# Chiesa di Santa Maria e San Rocco
La chiesa di Santa Maria e San Rocco è un edificio sacro situato a Pitigliano, in provincia di Grosseto.

## Storia e descrizione
È forse la più antica chiesa di Pitigliano, risalente al XII-XIII secolo, ricostruita probabilmente da Giovanni da Traù il Dalmata, per volere di Niccolò III Orsini, alla fine del XV secolo.
La facciata, di sobria architettura tardo-rinascimentale, è ornata nella parte inferiore da quattro lesene corinzie e da un portale. Nel fianco sinistra la chiesa conserva un architrave proveniente dal precedente edificio medievale. L'interno, a pianta trapezoidale, è a tre navate divise da colonne ioniche, di cui quella mediana stretta e alta, mentre le laterali si allargano dalla facciata al fondo.

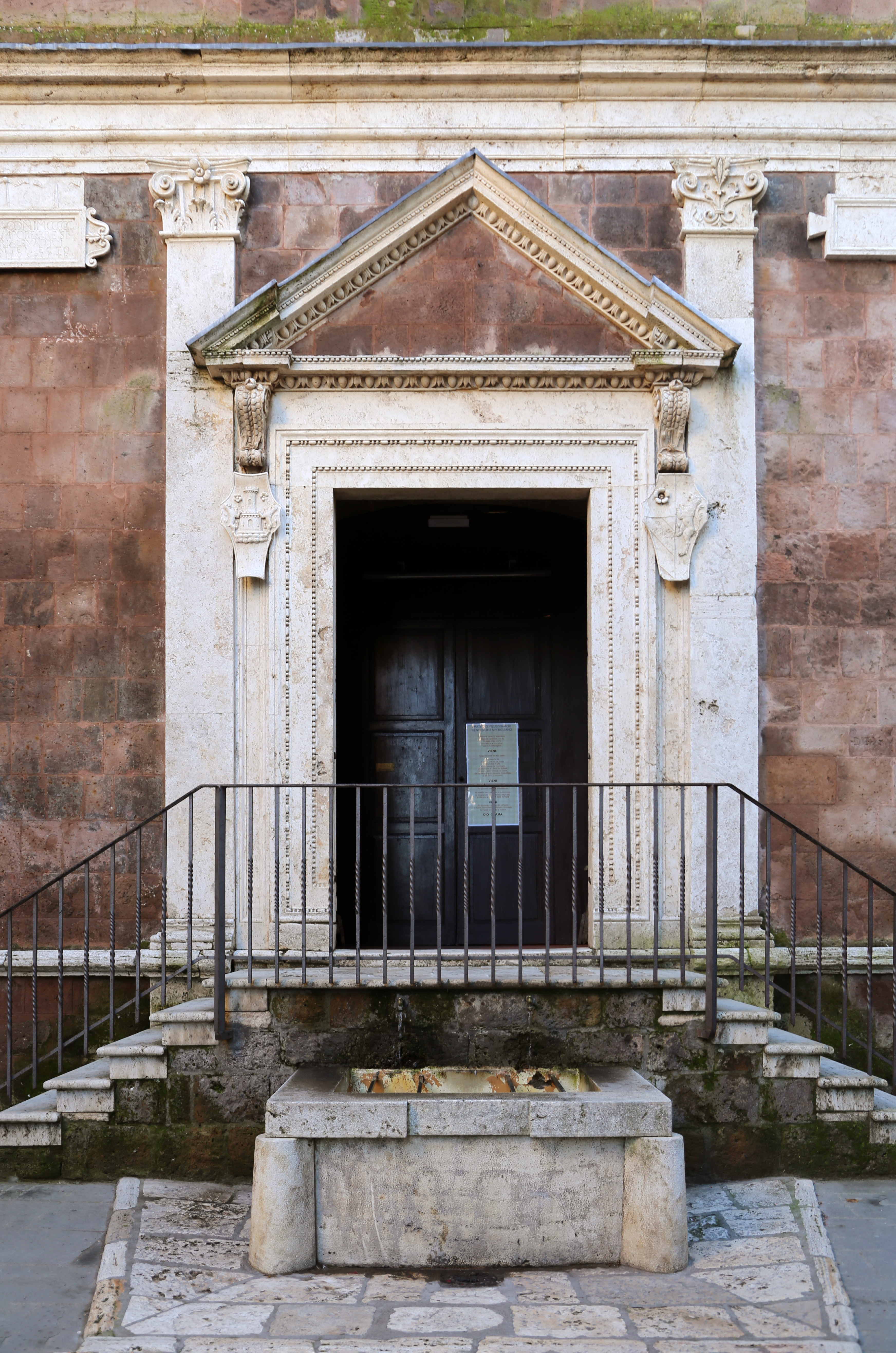
Il portale attribuito a Giovanni Dalmata da Traù
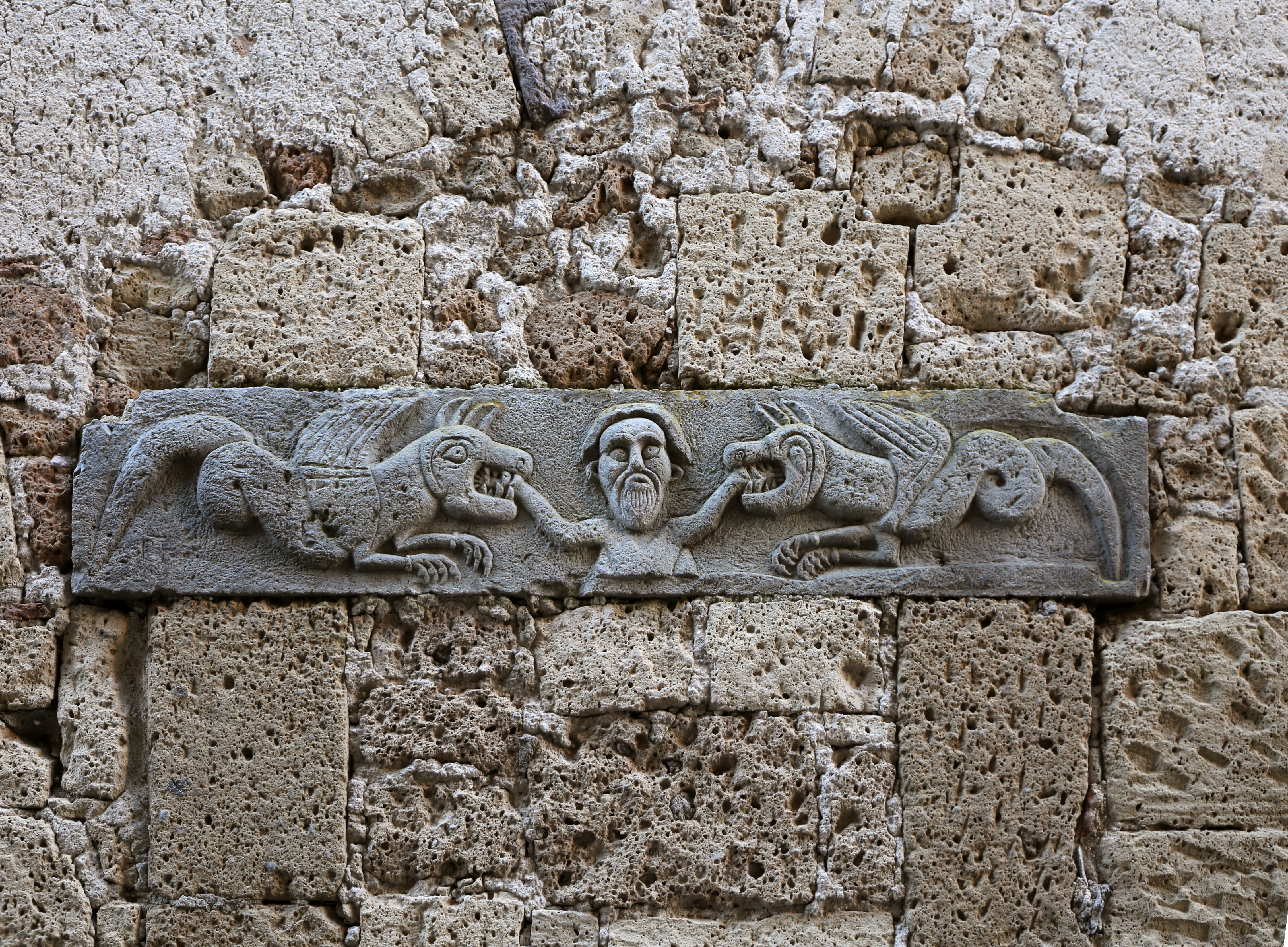
Lastra esterna scolpita con uomo tra due grifoni
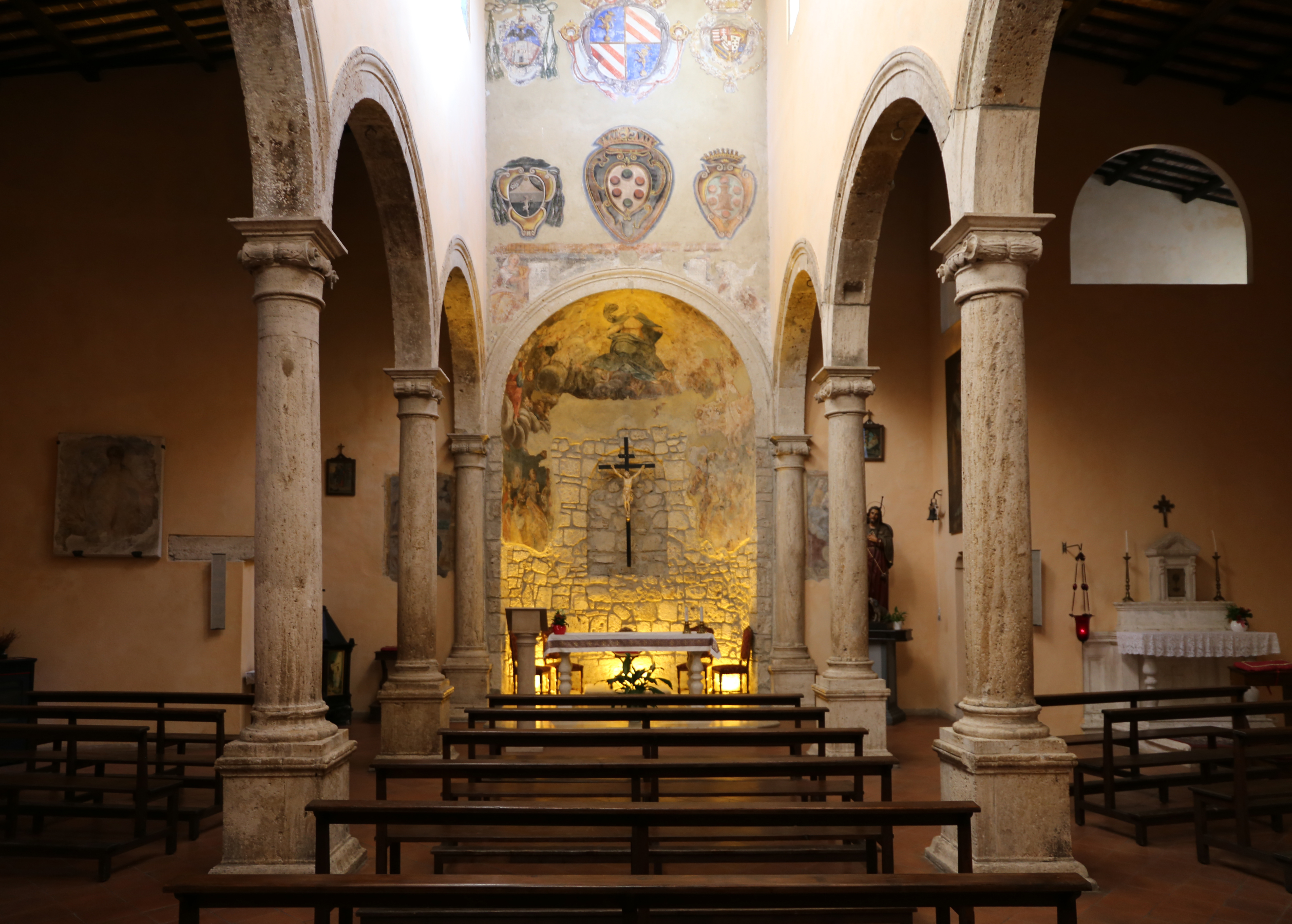
Interno
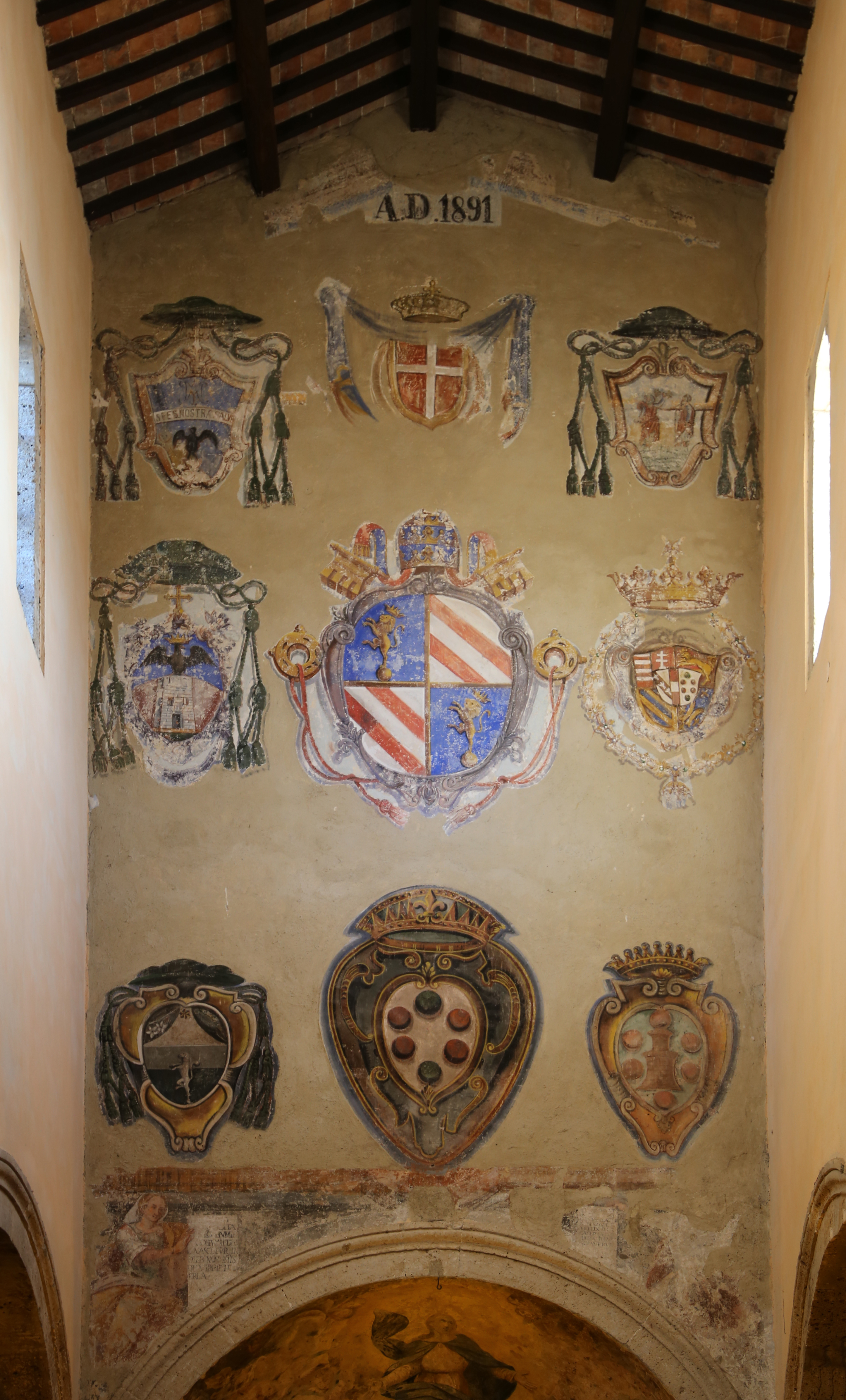
Stemmi dipinti sopra il presbiterio